# Ренн (аеропорт)
Аеропорт Ренн-Сен-Жак (фр. Aéroport de Rennes-Saint-Jacques) (IATA: RNS, ICAO: LFRN) — невеликий міжнародний аеропорт приблизно за 6 км SW від Ренна, Іль і Вілен, Бретань, Франція.

## Авіалінії та напрямки, травень 2023

### Пасажирські
| Авіакомпанія     | Пункт призначення                                                                          |
| ---------------- | ------------------------------------------------------------------------------------------ |
| Air France       | Ліон, Париж–Шарль де Голль Сезонні: Аяччо, Бастія, Біарриц, Кальві, Фігарі, Марсель, Ніцца |
| Blue Islands     | Сезонний: Джерсі                                                                           |
| Chalair Aviation | Тулуза                                                                                     |
| easyJet          | Женева, Лісабон, Лондон-Гатвік, Ліон, Ніцца, Порту, Тулуза                                 |
| Finist'air       | Сезонний: Бель-Іль                                                                         |
| KLM              | Амстердам                                                                                  |
| Lufthansa        | Франкфурт                                                                                  |
| Transavia        | Марсель, Монпельє                                                                          |
| Volotea          | Марсель                                                                                    |

### Вантажні
| Авіакомпанія | Пункт призначення                |
| ------------ | -------------------------------- |
| UPS Airlines | Кельн/Бонн, Париж–Шарль де Голль |

## Статистика
Див. джерело запитів Вікіданих та джерела.